# Schillingstrasse (Berlin)
Schillingstraße est une rue de Berlin située dans le quartier Mitte dans l'arrondissement du même nom.
Elle va de la Karl-Marx-Allee à l'Alexanderstraße.

## Histoire
La rue porte le nom du marchand berlinois Philipp Andreas Schilling (vers 1650-1714), dont la famille possédait une propriété dans la région. Elle s'appelle Schillingsgasse jusqu'en 1858 et est alors élevée au rang de rue « parce que l'allée fut élargie puis embellie ».
Au numéro huit de la Schillingsgasse, il y avait un établissement de bain construit en 1856 avec des piscines et des baignoires, qui « étaient alimentées en eau de la Spree par l'institut d'approvisionnement en eau ».

## Bâtiment remarquables
- Le Café Moskau, situé à l'intersection de la Schillingstraße et de la Karl-Marx-Allee.

## Desserte
La station de métro Schillingstraße, située sur la ligne U 5 actuelle, est inaugurée le 21 décembre 1930. Depuis la reconstruction de la Karl-Marx-Allee au début des années 1960, l'accès sud-est au métro a été inclus dans un immeuble d'angle sur la Schillingstrasse.

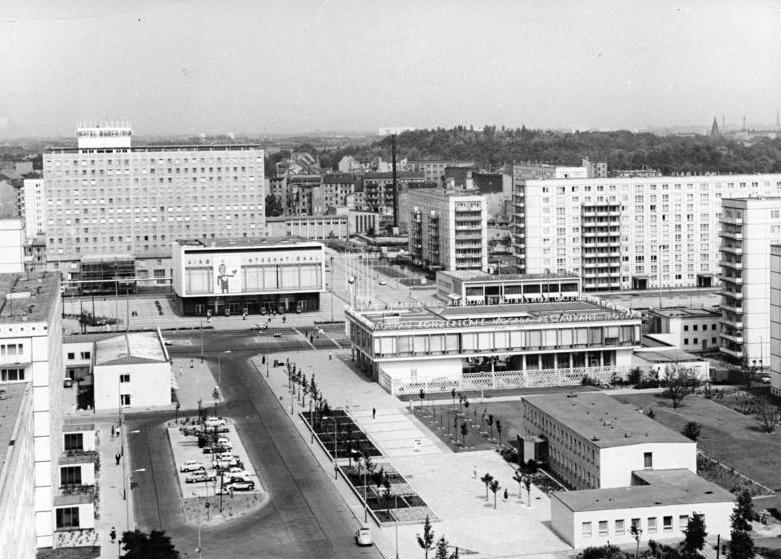
Vue nord vers Karl-Marx-Allee (1965)
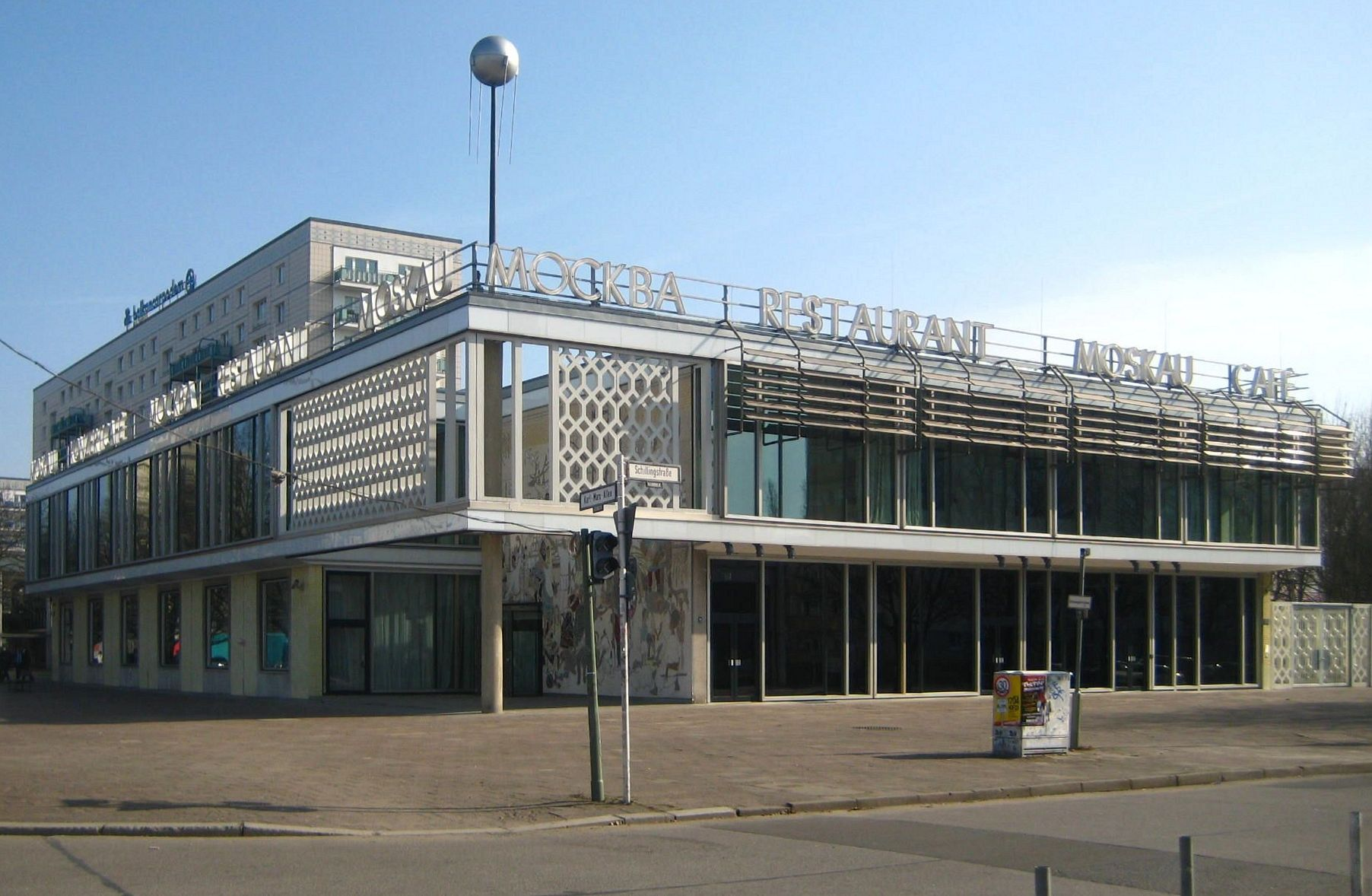
Café Moskau
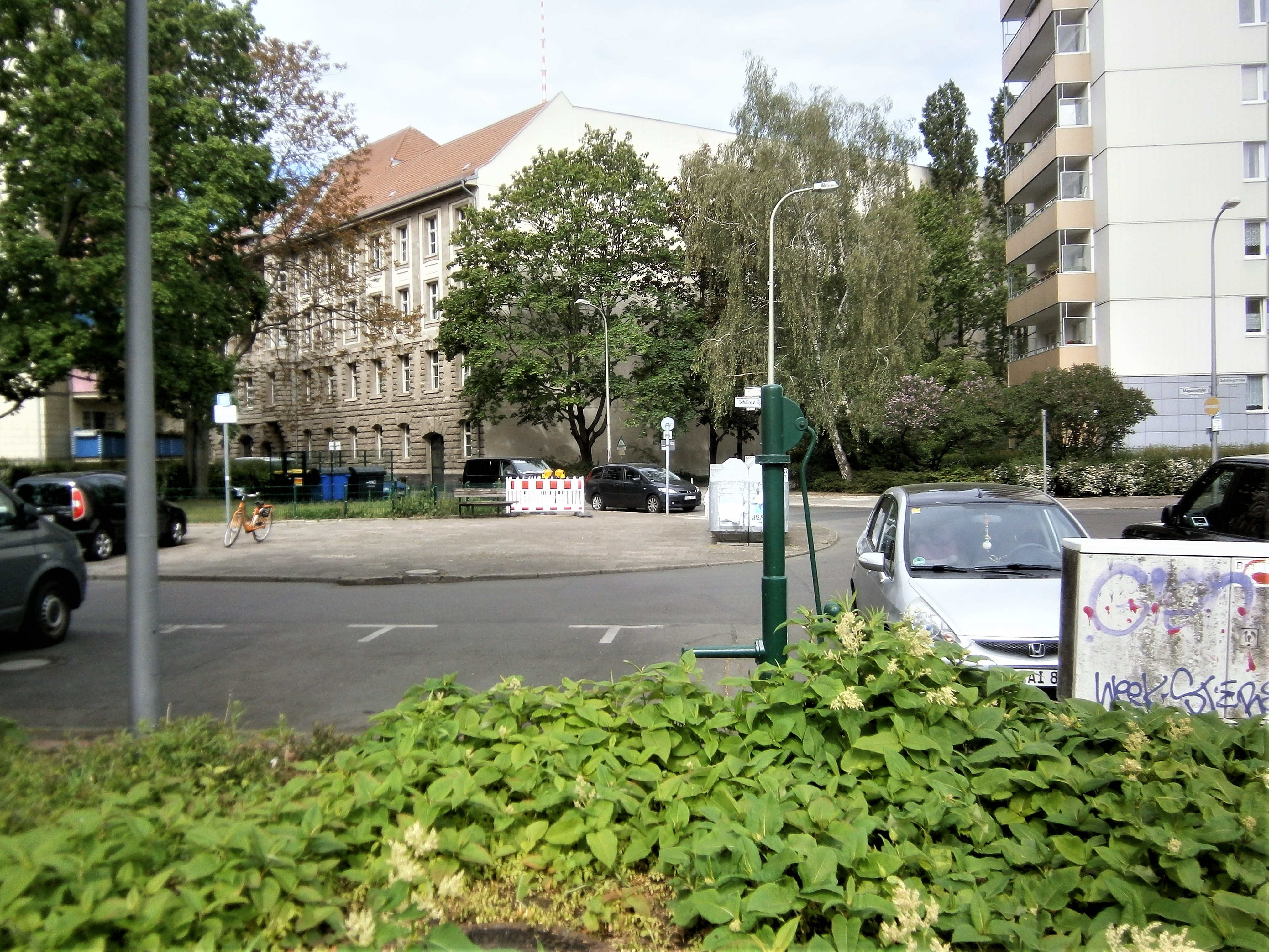
Vue de la Schillingstrasse depuis la Magazinstrasse
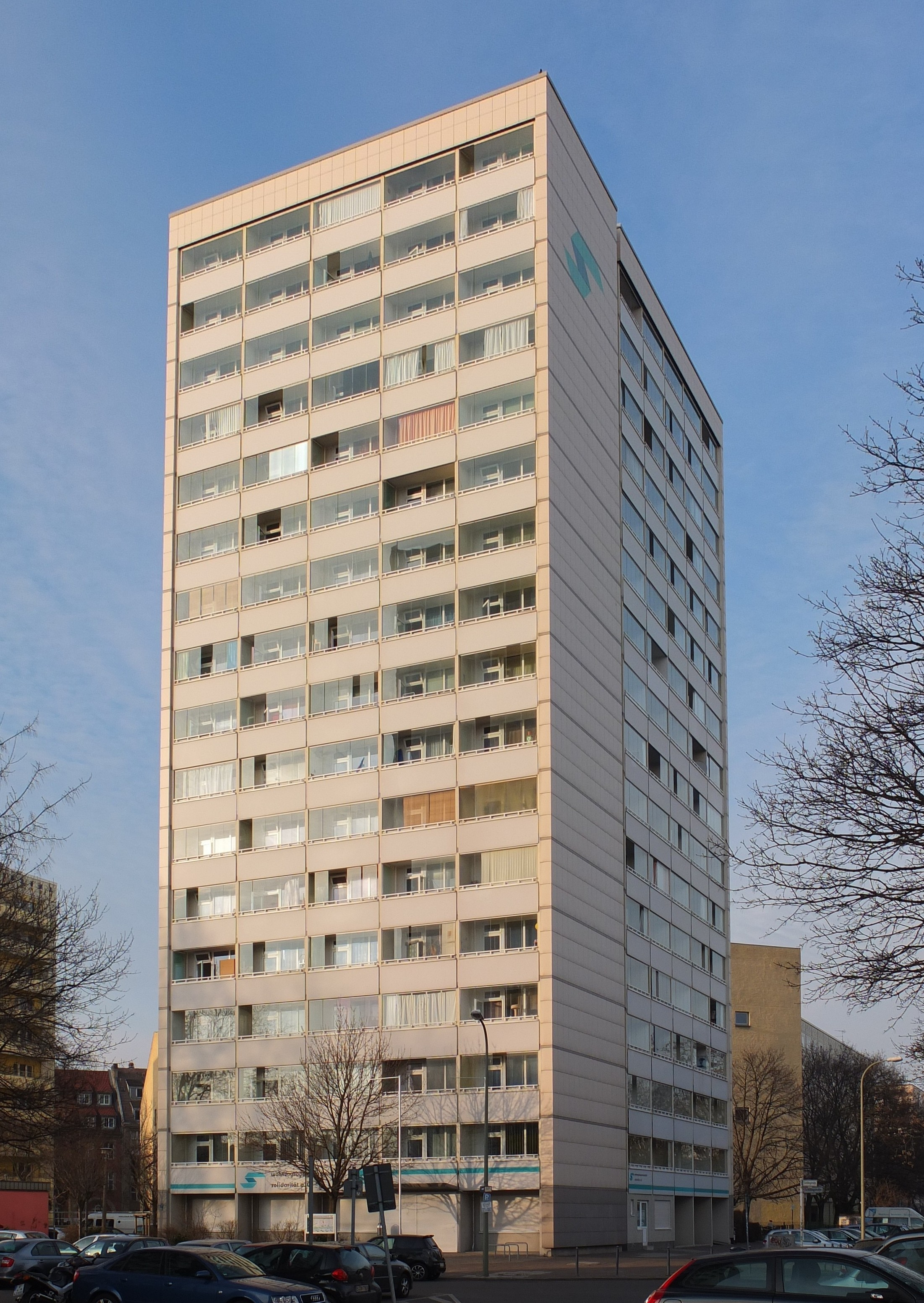
Immeuble (Type WHH 17) situé au n° 30 de la rue.